# Юлий III
Вижте пояснителната страница за други личности с името Джовани.
Папа Юлий III е римски папа от 7 февруари 1550 до 23 март 1555 г. Рожденото му име е Джовани Мария Чоки дел Монте (Giovanni Maria Ciocchi del Monte).
Бъдещият папа Юлий е роден в Рим, в семейството на известен юрист. През 1536 г. папа Павел III го прави кардинал-епископ на Палестрина. Той е и първият председател на Тридентския събор.